# 1932
1932 (MCMXXXII) a fost un an bisect al calendarului gregorian care a început într-o zi de vineri. 

## Evenimente

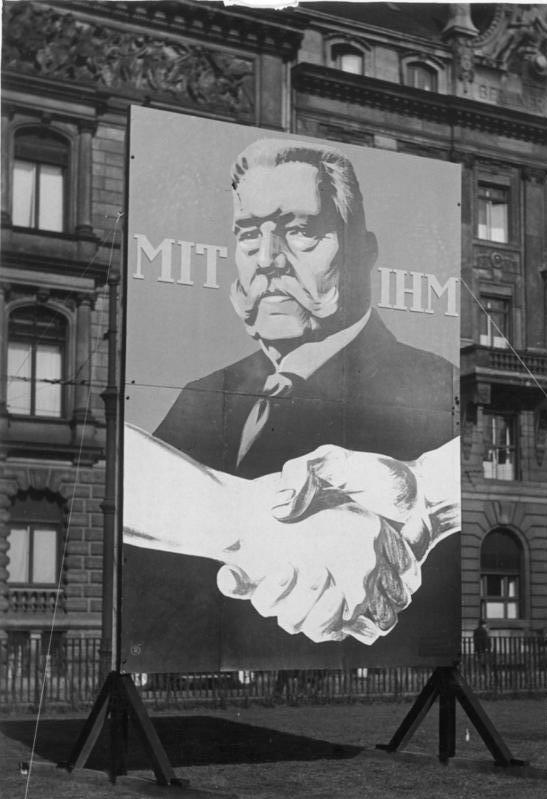
10 aprilie: Paul von Hindenburg este ales președinte al Germaniei cu 52,93 % din voturile exprimate contra a 36,68 % pentru Adolf Hitler. Afiș electoral pentru Hindenburg.

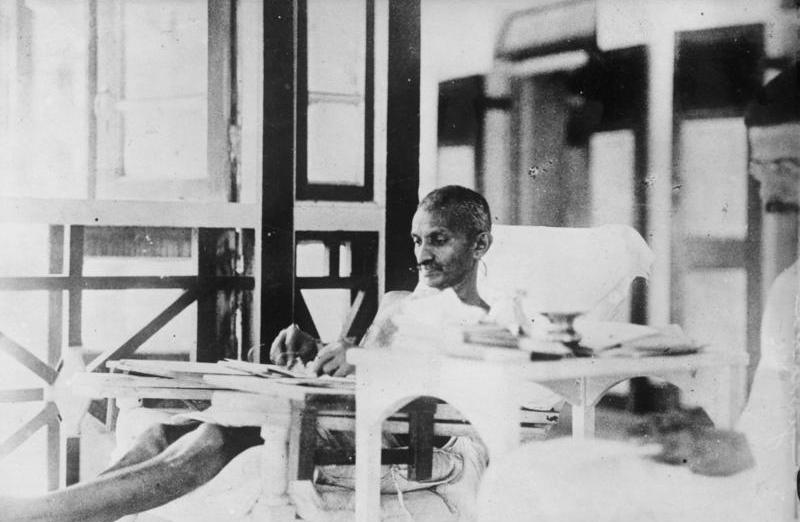
20 septembrie: Gandhi începe greva foamei în închisoarea Poona, India.

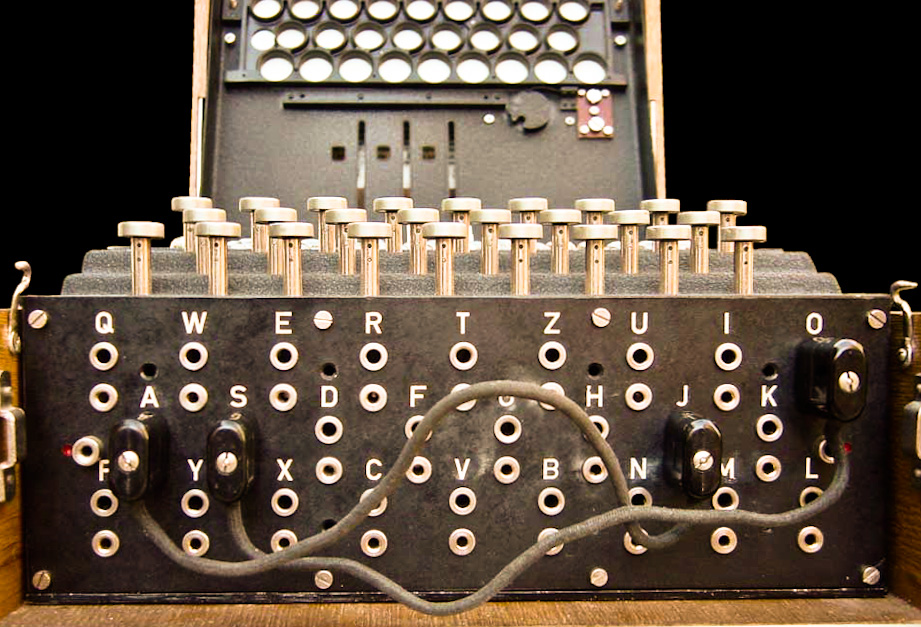
30 noiembrie: Decriptarea codului german Enigma.

### Ianuarie
- 15 ianuarie: În Germania sunt în jur de 6 milioane de șomeri.
- 28 ianuarie: Japonia ocupă Shanghai.

### Februarie
- 2 februarie: Liga Națiunilor recomandă din nou negocieri între China și Japonia.
- 4 februarie: La Lake Placid, New York se deschid Jocurile Olimpice de Iarnă.
- 4 februarie: Japonia ocupă Harbin, China.
- 18 februarie: Japonia crează statul-marionetă Manchukuo sau Manchugo, compus din trei provincii istorice ale Manciuriei, China. A fost desființat în 1945, odată cu înfrângerea Japoniei.
- 20 februarie: A apărut, la București, România literară, gazetă de critică și informație literară, artistică și culturală, sub direcția lui Liviu Rebreanu (până în ianuarie 1934).

### Martie
- 1 martie: Fiul lui Charles Lindbergh este răpit; va fi găsit mort pe 12 mai, la câțiva kilometri de casa lui Lindbergh.
- 18 martie: Încep negocieri de pace între China și Japonia.

### Aprilie
- 10 aprilie: Paul von Hindenburg este ales președinte al Germaniei cu 52,93 % din voturile exprimate contra a 36,68 % pentru Adolf Hitler.
- 10 aprilie: S-a constituit Partidul Național Agrar, condus de Octavian Goga, prin retragerea din Partidul Poporului.
- 11 aprilie: Este prezentat în România filmul "Visul lui Tănase", o coproducție româno-germană. Acest film-scheci, de Nicolae Kirițescu, a fost realizat la Berlin, iar rolul principal l-a avut Constantin Tănase.
- 25 aprilie: A fost creată Armata Populară Coreeană.

### Mai
- 15 mai: Membrii marinei imperiale japoneze încearcă să preia puterea în Japonia după asasinarea prim-ministrului Tsuyoshi Inukai, acuzat că a ratificat Tratatul naval de la Londra.
- 30 mai: Irakul își obține independența față de Marea Britanie.

### Iunie
- 6 iunie: Alexandru Vaida-Voievod a fost ales președinte al Consiliului de Miniștri (până la 10 august 1932).
- 13 iunie: Înființarea Institutului de Biooceanografie din Constanța.

### Iulie
- 30 iulie: Jocurile Olimpice de vară se deschid la Los Angeles.

### Septembrie
- 20 septembrie: Gandhi începe greva foamei în închisoarea Poona, India.

### Octombrie
- 19 octombrie: Prințul Gustav Adolf al Suediei se căsătorește cu Prințesa Sibylla de Saxa-Coburg-Gotha.
- 22 octombrie: A treia Conferința balcanică de la București, la care participa Albania, Grecia, Iugoslavia, România și Turcia. Se pun bazele unui pact politic balcanic bazat pe principiul neagresiunii.

### Noiembrie
- 25 noiembrie: Pact de neagresiune electorală între Partidul Național Țărănesc și Garda de Fier.
- 30 noiembrie: Biuro Szyfrów decriptează codul german Enigma.

### Decembrie
- 25 decembrie: Un cutremur de magnitudinea de 7,6 pe scara Richter, în provincia Gansu, China omoară aproximativ 70.000 de oameni.

### Nedatate
- 1932-1935: Războiul Chaco. Conflict între Bolivia și Paraguay privind dreptul asupra regiunii Chaco.
- iulie: La alegerile parlamentare PNȚ obține 40,38% din voturile exprimate, cel mai scăzut procentaj obținut de organizatorii alegerilor. Al. Vaida Voievod își depune mandatul, însă Iuliu Maniu refuză formarea altui guvern, astfel se formează al doilea guvern Alexandru Vaida Voievod.
- Este inaugurat Aeroportul Paris-Orly.
- Marele Război Emu. După ce a avut loc o invazie de peste 20.000 de păsări emu în Australia, fermierii au apelat la ajutorul armatei. A fost trimisă o divizie de luptători din Royal Australian Artillery înarmați cu 2 mitraliere grele și aproximativ 10.000 de role de muniție. După ce s-a terminat muniția, numărul victimelor era puțin peste 10 exemplare. Costurile întregii operațiuni au fost suportate de fermierii păgubiți; ziarele vremii publicau cu litere de o șchioapă știrea că „Australia a pierdut războiul în fața păsărilor Emu”.

## Nașteri

### Ianuarie

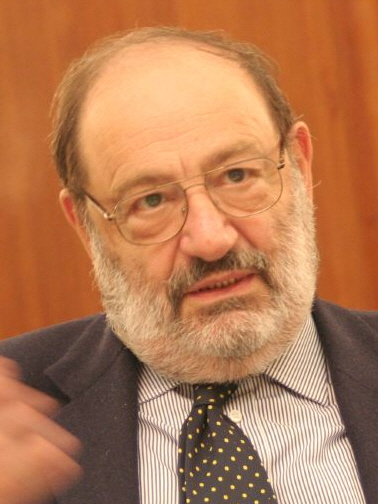
Umberto Eco, scriitor italian
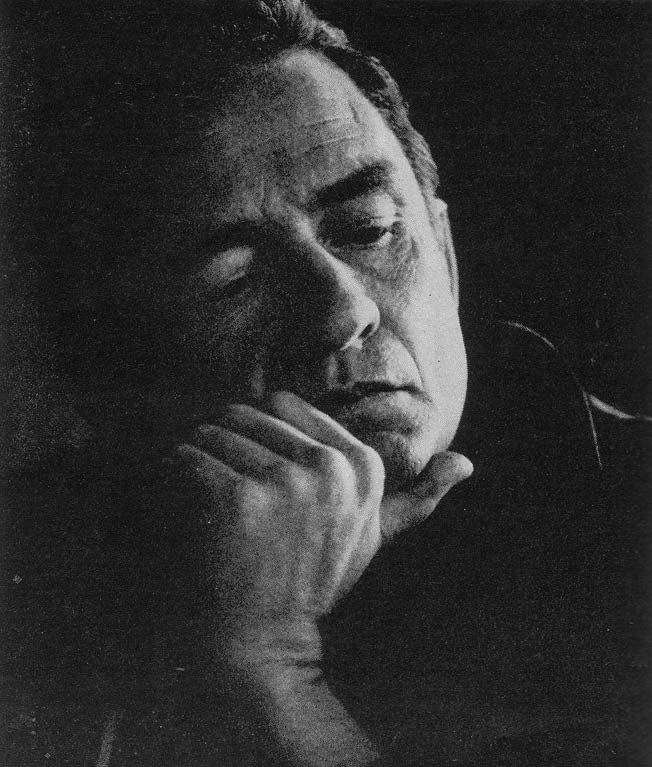
Johnny Cash, cântăreț american
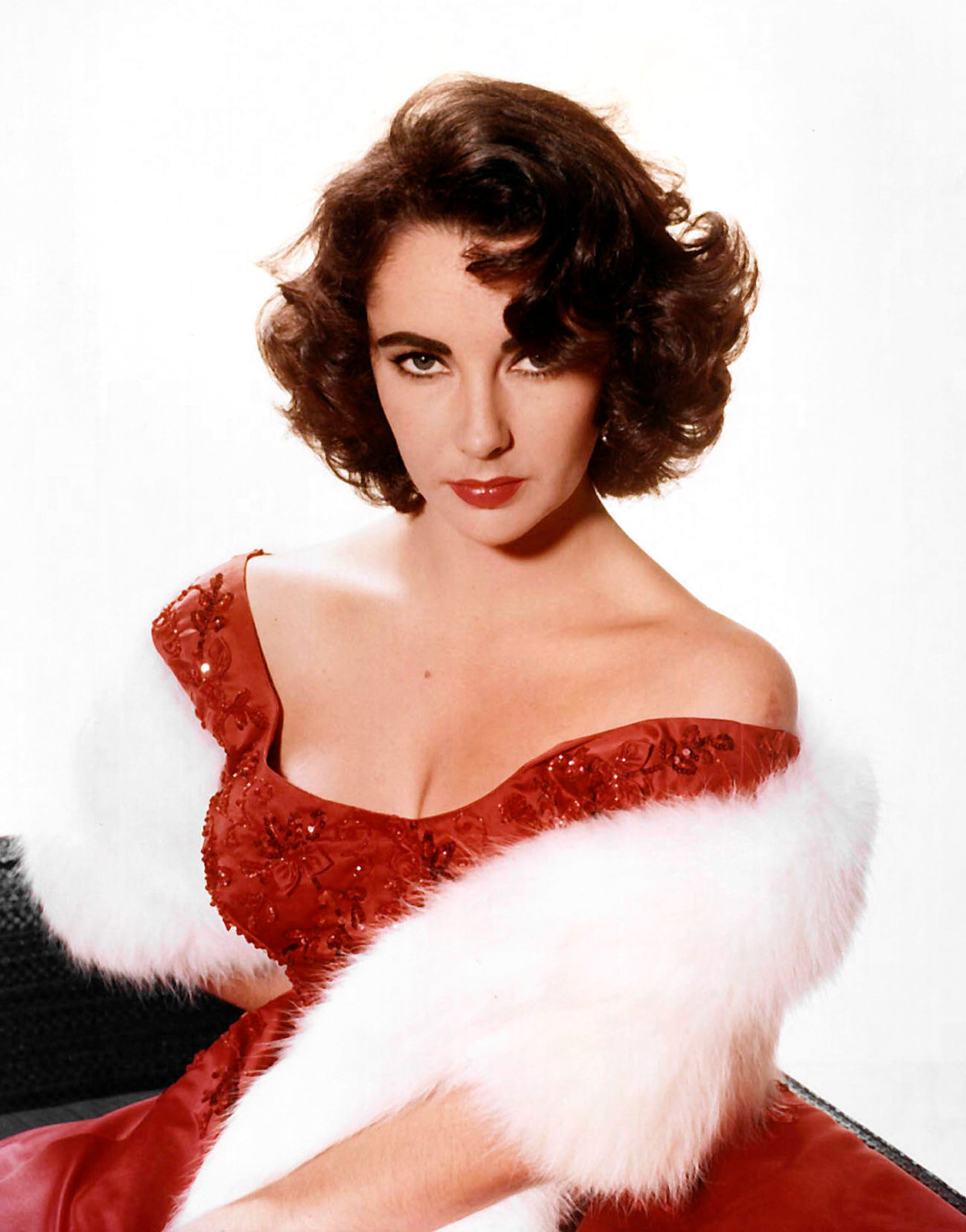
Elizabeth Taylor, actriță americană
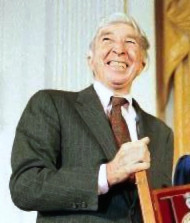
John Updike, scriitor american

- 5 ianuarie: Umberto Eco, scriitor italian (d. 2016)
- 7 ianuarie: Gheorghe Enescu, filosof român (d. 1997)
- 10 ianuarie: Aurel Vainer, politician român de etnie evreiască (d. 2021)
- 16 ianuarie: Dian Fossey, zoologă și cercetătoare americană (d. 1985)
- 19 ianuarie: Constantin Drăghici, solist vocal, compozitor și orchestrator român (d. 2015)
- 30 ianuarie: Dinu Săraru (n. Constantin Grigore Săraru), prozator, jurnalist român și om de teatru (d. 2024)

### Februarie
- 4 februarie: Mioara Avram, lingvistă română (d. 2004)
- 6 februarie: François Truffaut, regizor francez (d. 1984)
- 7 februarie: Dan Hăulică, critic de artă român (d. 2014)
- 8 februarie: John Williams (John Towner Williams), compozitor american de muzică de film și muzică clasică
- 18 februarie: Miloš Forman, regizor ceh (d. 2018)
- 22 februarie: Carol Roman, scriitor și jurnalist român de etnie evreiască (d. 2022)
- 26 februarie: Johnny Cash (n. John Ray Cash), cântăreț american de muzică country (d. 2003)
- 27 februarie: Elizabeth Taylor (Elizabeth Rosemond Taylor), actriță americană de film (d. 2011)

### Martie
- 11 martie: Iosif Naghiu, dramaturg român (d. 2003)
- 18 martie: John Updike (John Hoyer Updike), scriitor american (d. 2009)

### Aprilie

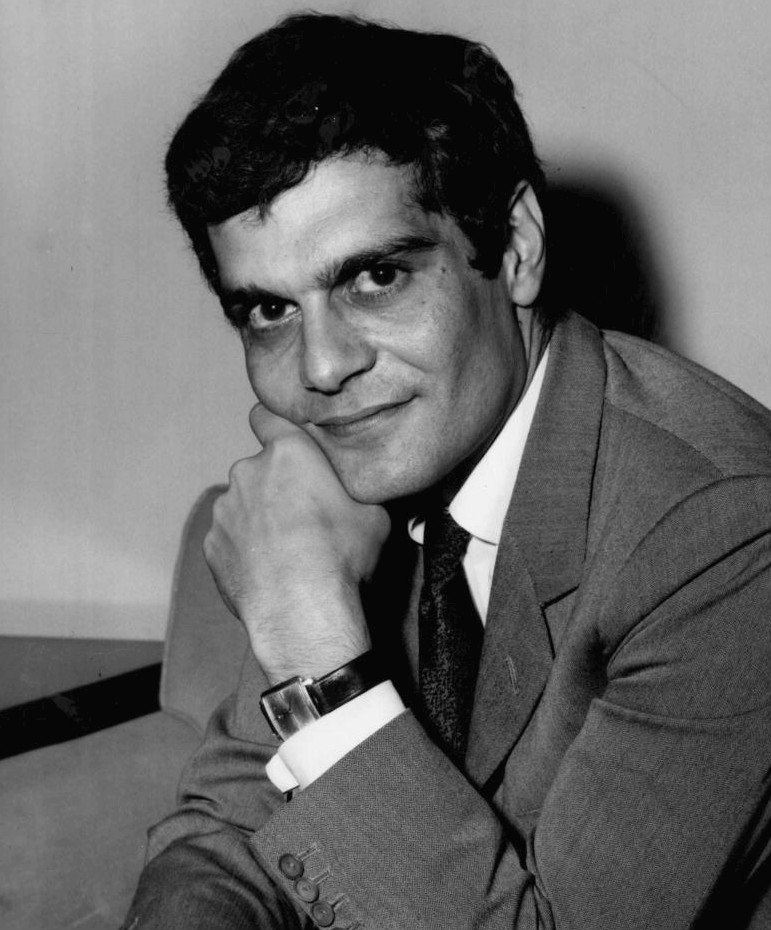
Omar Sharif, actor egiptean
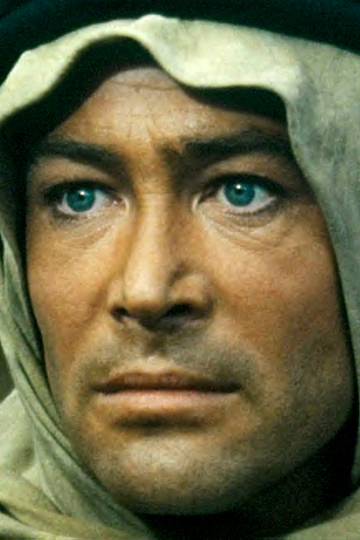
Peter O'Toole, actor britanico-irlandez
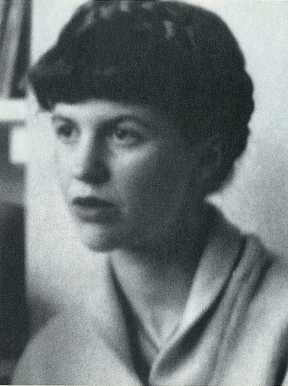
Sylvia Plath, poetă americană
Jacques Chirac, președinte al Franței

- 4 aprilie: Andrei Tarkovsky, regizor rus (d. 1986)
- 5 aprilie: Fănuș Neagu, nuvelist, romancier român (d. 2011)
- 10 aprilie: Omar Sharif (n. Michel Demitri Shalhoub), actor egiptean de film (d. 2015)
- 12 aprilie: Lakshman Kadirgamar, politician din Sri Lanka (d. 2005)
- 24 aprilie: Florin Pucă, artist plastic român (d. 1990)
- 25 aprilie: Lia Manoliu, atletă română (d. 1998)

### Mai
- 21 mai: Ileana Vulpescu, scriitoare română (d. 2021)
- 26 mai: Frank Beyer, regizor german (d. 2006)

### Iunie
- 1 iunie:  Alexandru Lulescu, actor român (d. 2022)
- 14 iunie: Spiridon Vangheli, scriitor român (d.2024)
- 17 iunie: Sabin Bălașa, pictor român (d. 2008)
- 28 iunie: Noriyuki Morita, actor american de etnie japoneză (d. 2005)

### Iulie
- 3 iulie: Coca Andronescu, actriță română de film și teatru (d. 1998)
- 19 iulie: Alexandru Moșanu, istoric și politician din R. Moldova (d. 2017)
- 21 iulie: Corneliu Leu, scriitor român (d. 2015)
- 22 iulie: Oscar de la Renta, designer de modă dominican (d. 2014)
- 31 iulie: Prințul Johann Georg de Hohenzollern (d. 2016)

### August
- 2 august: Peter O'Toole (Peter Seamus Lorcan O’Toole), actor britanico-irlandez de film și teatru (d. 2013)
- 20 august: Vasili Aksionov, scriitor rus (d. 2009)

### Septembrie
- 22 septembrie: Algirdas Brazauskas, președinte al Lituaniei (1993-1998), (d. 2010)
- 26 septembrie: Ștefan Oprea, critic de teatru și film (d. 2018)
- 27 septembrie: Geoffrey Bent, fotbalist britanic (d. 1958)

### Octombrie
- 26 octombrie: Dumitru Rucăreanu, actor român de film, radio, scenă, televiziune și voce (d. 2013)
- 27 octombrie: Sylvia Plath, poetă americană (d. 1963)

### Noiembrie
- 10 noiembrie: Ștefan Cazimir, filolog român (d. 2021)
- 15 noiembrie: Alvin Plantinga (Alvin Carl Plantinga), filosof american
- 29 noiembrie: Jacques Chirac (Jacques René Chirac), președinte al Franței (1995-2007), (d. 2019)

### Decembrie
- 5 decembrie: Little Richard (n. Richard Wayne Penniman), cântăreț, compozitor și muzician american, unul dintre primii muzicieni rock & roll (d. 2020)
- 14 decembrie: Dumitru Solomon, dramaturg român (d. 2003)

## Decese
- 13 ianuarie: J. Ernest Mangnall (James Ernest Mangnall), 66 ani, antrenor englez de fotbal (n. 1866)
- 13 ianuarie: Sofia a Prusiei (n. Sophia Dorothea Ulrike Alice), 61 ani, regină a Greciei, soția regelui Constantin I al Greciei (n. 1870)

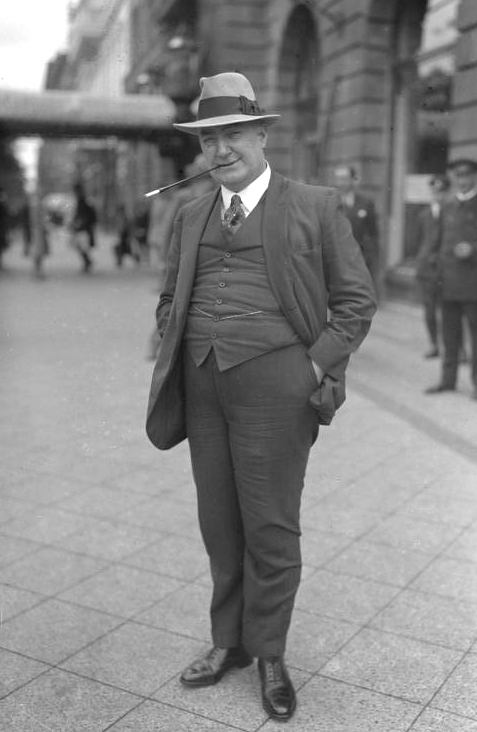
Edgar Wallace, scriitor englez
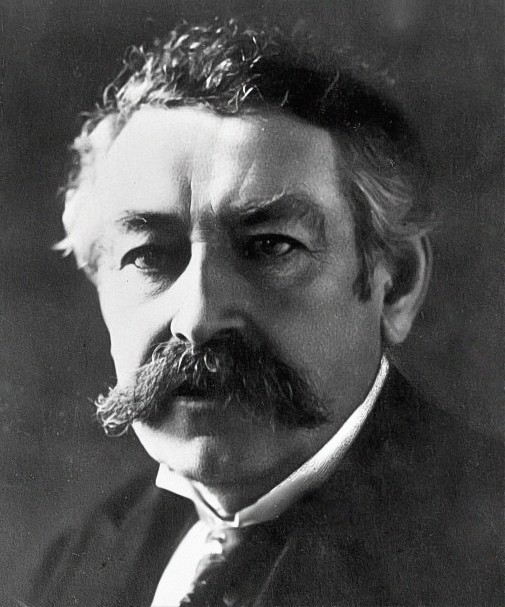
Aristide Briand, om de stat francez
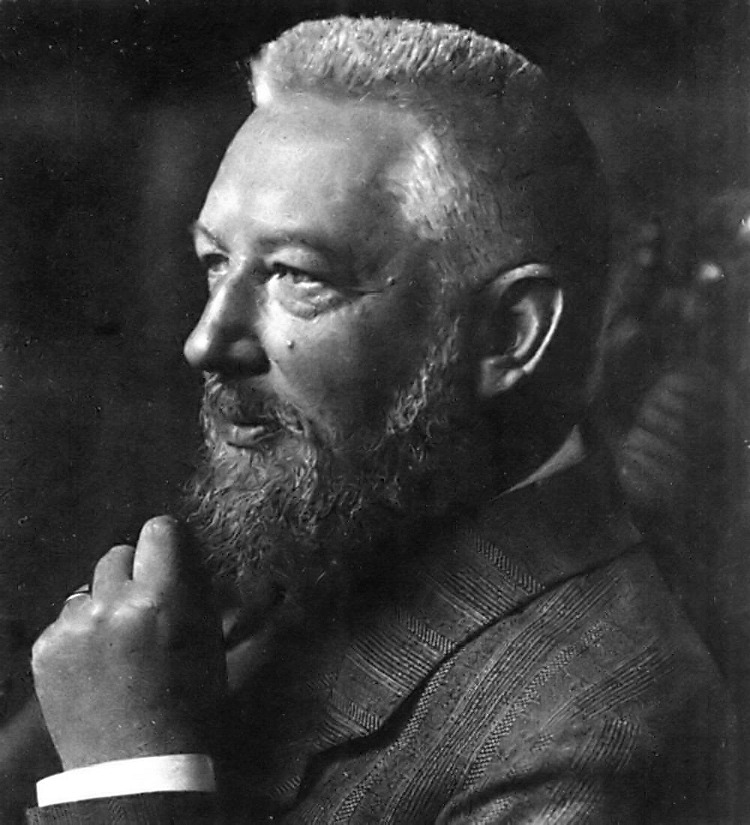
Wilhelm Ostwald, chimist german
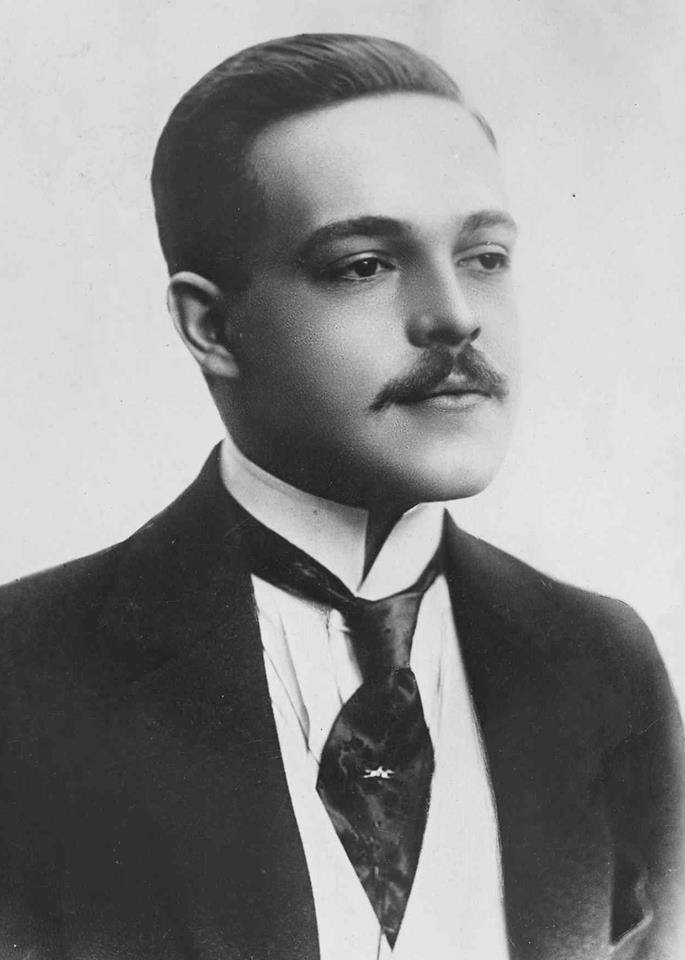
Manuel al II-lea, rege al Portugaliei

- 10 februarie: Edgar Wallace (Richard Horatio Edgar Wallace), 56 ani, scriitor englez (n. 1875)
- 16 februarie: Ferdinand Buisson, 91 ani, academician, pastor protestant, pacifist și politician socialist francez, laureat al Premiului Nobel (1927), (n. 1841)
- 6 martie: John Philip Sousa, 77 ani, compozitor american (n. 1854)
- 7 martie: Aristide Briand (Aristide Pierre Henri Briand), 69 ani, politician și om de stat francez, laureat al Premiului Nobel (1926), (n. 1862)
- 14 martie: George Eastman, 77 ani, inventator american (n. 1854)
- 4 aprilie: Friedrich Wilhelm Ostwald, 78 ani, chimist german de etnie letonă (n. 1853)
- 7 aprilie: Grigore D. Constantinescu, 57 ani, preot și ziarist român (n. 1875)
- 20 aprilie: Giuseppe Peano, 73 ani, matematician italian (n. 1858)
- 27 aprilie: Harold Hart Crane, 32 ani, poet american (n. 1899)
- 3 mai: Charles Hoy Fort, 57 ani, scriitor și cercetător american (n. 1874)
- 22 mai: Isabella Augusta Gregory (n. Isabella Augusta Persse), 80 ani, autoare dramatică și specialistă în folclor, irlandeză (n. 1852)
- 7 iunie: Edward Flatau, 63 ani, medic neurolog polonez (n. 1868)
- 2 iulie: Manuel al II-lea al Portugaliei (n. Manuel Maria Filipe Carlos Amélio Luís Miguel Rafael Gabriel Gonzaga Francisco de Assis Eugénio de Bragança Orleães Sabóia e Saxe-Coburgo-Gotha), 43 ani, rege al Portugaliei (1908-1910), (n. 1889)
- 9 iulie: King Camp Gillete, 77 ani, inventator american (lama de bărbierit), (n. 1855)
- 14 iulie: Dimitrie Paciurea, 59 ani, sculptor român (n. 1873)
- 23 iulie: Alberto Santos-Dumont, 59 ani, pionier al aeronauticii, brazilian (n. 1873)
- 27 iulie: Arhiducesa Gisela a Austriei (n. Gisella Louise Marie von Österreich), 76 ani, fiica împăratului Franz Joseph al Austriei și al împărătesei Elisabeta (n. 1856)
- 16 septembrie: Ronald Ross, 75 ani, medic bacteriolog și entomolog britanic (n. 1857)
- 29 octombrie: Joseph Babiński (Joseph Jules François Félix Babinski), 74 ani, medic neurolog francez de etnie poloneză (n. 1857)
- 9 noiembrie: Nadejda Allilueva, 31 ani, a doua soție a lui Stalin (n. 1901)
- 15 noiembrie: Peneș Curcanul (n. Constantin Țurcanu), 78 ani, erou al Războiului de Independență din 1877 (n. 1854)
- 28 decembrie: Léon Jaussely, arhitect și urbanist francez (n. 1875)

## Premii Nobel
- Fizică: Werner Heisenberg (Germania)
- Chimie: Irving Langmuir (SUA)
- Medicină: Sir Charles Sherrington, Edgar Adrian (Regatul Unit)
- Literatură: John Galsworthy (Regatul Unit)
- Pace: Premiul în bani a fost alocat Fondului Special aferent acestei categorii